# Moncontour (Côtes-d'Armor)
Moncontour is een gemeente in het Franse departement Côtes-d'Armor, in de regio Bretagne. De plaats maakt deel uit van het arrondissement Saint-Brieuc. Moncontour is lid van Les Plus Beaux Villages de France. De gemeente telde 742 inwoners op 1 januari 2022.

## Geografie
De oppervlakte van Moncontour bedroeg op 1 januari 2022 0,48 vierkante kilometer; de bevolkingsdichtheid was toen 1.545,8 inwoners per km².
De onderstaande kaart toont de ligging van Moncontour met de belangrijkste infrastructuur en aangrenzende gemeenten.

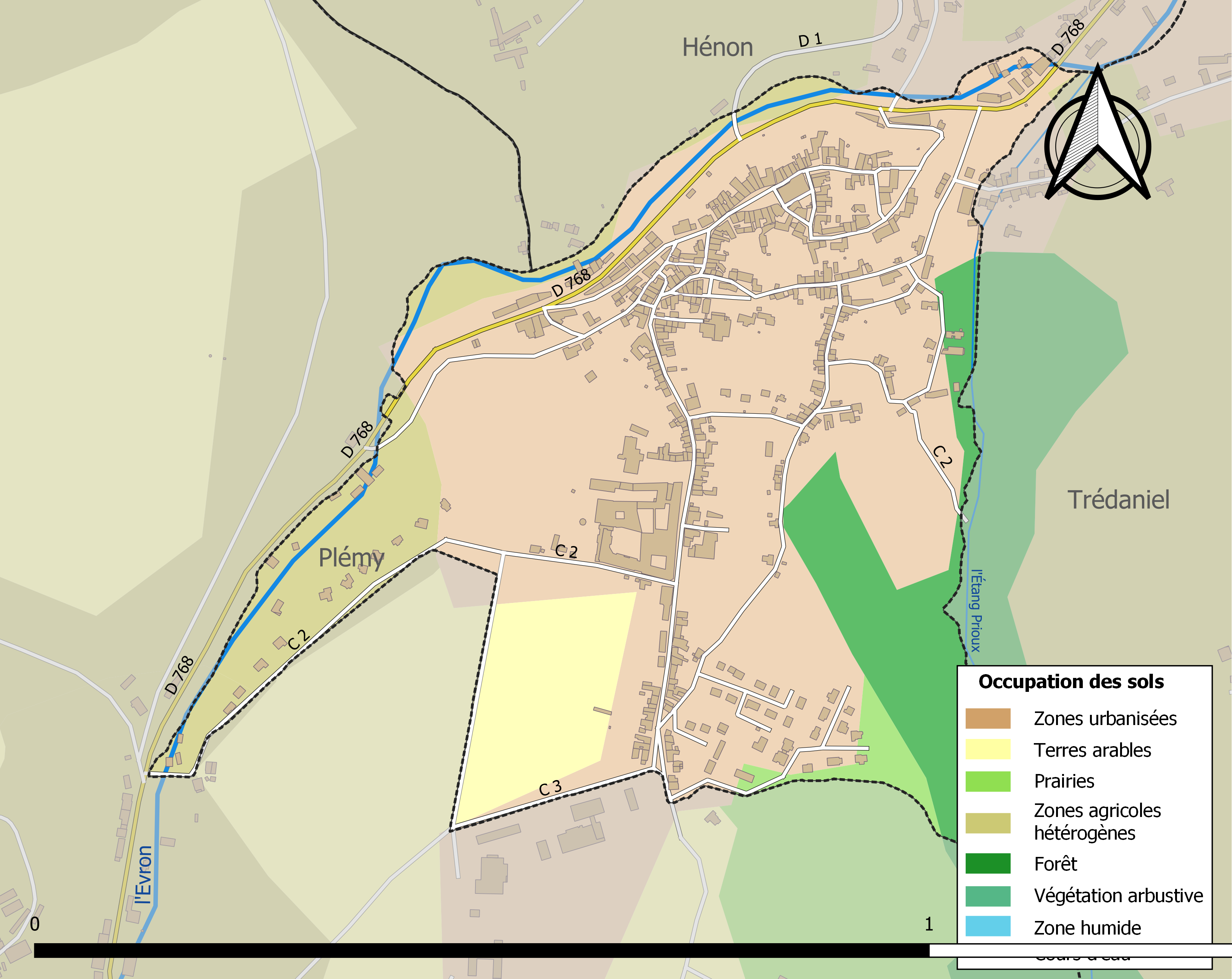

## Demografie
Onderstaande figuur toont het verloop van het inwonertal (bron: INSEE-tellingen).
(Sortering op regio > departement (vet) > gemeente)